# Honorable Concejo Deliberante de Chivilcoy
El Honorable Concejo Deliberante de Chivilcoy es el órgano legislativo municipal del Partido de Chivilcoy, Provincia de Buenos Aires.

## Historia

### Antecedentes
El origen del Concejo Deliberante se remonta a los inicios de la propia historia de la nación. Durante la etapa de la organización nacional, el 30 de abril de 1858 se dicta en la legislatura de la Provincia de Buenos Aires la primera Ley Orgánica Municipal. En esta norma se establece la constitución Administración local de los Partidos que forman la Provincia estará a cargo de una Municipalidad compuesta de un Departamento Ejecutivo, desempeñado por un ciudadano con el título de Intendente, y un Departamento Deliberativo, desempeñado por ciudadanos con el título de Concejal, compuestos por un presidente, vicepresidentes y un secretario.

### Se forma el concejo
En 1886, el primer Honorable Concejo Deliberante, en la historia institucional de Chivilcoy, procedió a la designación del primer intendente municipal, y de acuerdo con la nueva Ley Orgánica de las Municipalidades bonaerenses, se convocó a elecciones, el día 10 de junio de 1886, en los distintos pueblos de la provincia de Buenos Aires. De dichos comicios, surgió entonces, el Honorable Concejo Deliberante inicial, en la historia ciudadana; el cual, se hallaba compuesto por nueve ediles: Saturnino López, Miguel Rizzi, Guillermo Sánchez, Manuel Badano, Ramón Vásquez, Ireneo Moras, Juan Manuel Díaz, Alberto Ortiz y Eleuterio Mujica. La sesión preparatoria del citado Concejo, se realizó el 26 de junio, ejerciendo funciones de secretario, del cuerpo legislativo, Pablo Villarino, descendiente del ilustre fundador Don Manuel Villarino, y cuatro días más tarde, el 30 de junio,  se llevó a cabo, la instalación definitiva del Concejo Deliberante, que entre sus miembros, eligió a Don Saturnino López, para que ocupara el cargo de intendente municipal.
En 1899, bajo la gestión del dirigente político y caudillo lugareño, Don Vicente Domingo Loveira, se construyó,  en substitución de la mencionada Casa, el actual Palacio Municipal donde también funciona el concejo, inaugurado en 1900.

## Arquitectura
El Palacio Municipal de Chivilcoy, inaugurado en 1900, es una construcción emblemática que combina estilos neorrenacentista y manierista, reflejando las influencias arquitectónicas italianas de finales del siglo XIX. El edificio fue diseñado por el arquitecto Carlos B. Luchini (1843-1907), un prestigioso profesional italiano local que también participó en la construcción de otros edificios destacados en la ciudad, como el pórtico del cementerio y las torres de la iglesia local.
La arquitectura del palacio se caracteriza por su simetría y volumetría, destacándose un cuerpo central con alas laterales levemente adelantadas, que le imprimen un aire barroco. El edificio presenta un balcón ceremonial sobre la plaza, con ménsulas grandes y balaustradas, así como pilastras apareadas, ménsulas con mascarones de leones, y un frontón peraltado con obeliscos que coronan la estructura. Este uso de detalles ornamentales refleja una interpretación libre del manierismo, evidenciando el eclecticismo típico de la arquitectura de la época.
Además, el Palacio se alineó volumétricamente con la iglesia principal de la ciudad, siguiendo el gusto clasicista de la tradición italiana que favorece formas prismáticas horizontales. Esta alineación buscaba generar una armonía visual en la plaza central de Chivilcoy, integrando el edificio con su entorno urbano.
En 2010, el Palacio Municipal de Chivilcoy fue declarado Monumento Histórico Nacional debido a su valor arquitectónico y su importancia cultural e histórica para la ciudad y la provincia de Buenos Aires.

## El Concejo
El Concejo Deliberante de la ciudad se compone de 18 concejales elegidos mediante el sistema de representación proporcional, que asegura al partido más votado la mitad más uno de sus miembros. Los ediles duran cuatro años en sus funciones y pueden ser reelectos por una vez consecutiva. Para ser concejal se requiere:
- Ser argentino
- Tener 25 años al momento de su elección
- Tener de un año de domicilio y además cinco años de residencia si son extranjeros.[4]

Tiene por funciones: promover actitudes o actividades para el desarrollo del municipio, dentro de diversas áreas (cultura, economía, urbanismo, educación, salud, etc). A su vez, estos proyectos, como en toda cámara legislativa, son tratados de acuerdo al tema en su respectiva comisión y sometidos a votación en la sesión correspondiente a ser tratado
| Composición del H. Concejo Deliberante de Chivilcoy |

| Concejal/Concejala | Bloque | Bloque                     | Inicio del Mandato | Fin del Mandato |
| ------------------ | ------ | -------------------------- | ------------------ | --------------- |
| Gustavo Bruno      |        | Unibloque Frente Renovador | 2021               | 2025            |
| Fernando Cabani    |        | Unión por la Patria        | 2023               | 2027            |
| Yanila Cofré       |        | Unión por la Patria        | 2023               | 2027            |
| Fernando Poggio    |        | Unión por la Patria        | 2023               | 2027            |
| Carolina Di Nápoli |        | Unión por la Patria        | 2021               | 2025            |
| Natalia Giorgetti  |        | Primero Chivilcoy          | 2023               | 2027            |
| Lucas Burgos       |        | Primero Chivilcoy          | 2023               | 2027            |
| Fernanda Pommares  |        | Primero Chivilcoy          | 2023               | 2027            |
| Cintia Satriano    |        | Primero Chivilcoy          | 2021               | 2025            |
| Mariana Frigoli    |        | Primero Chivilcoy          | 2023               | 2027            |
| Juan De Lillo      |        | Primero Chivilcoy          | 2021               | 2025            |
| Patricia Mangino   |        | Unibloque Mangino          | 2023               | 2027            |
| Martin Giannini    |        | Hacer                      | 2021               | 2025            |
| Daniela Salvatore  |        | Hacer                      | 2021               | 2025            |
| Martín Etcheverría |        | Hacer                      | 2023               | 2027            |
| María Rodriguez    |        | Hacer                      | 2023               | 2027            |
| José Ferro         |        | Juntos por el Cambio       | 2021               | 2025            |
| Daiana Raulier     |        | Juntos por el Cambio       | 2021               | 2025            |

## Estructura
El concejo deliberante de la Ciudad de Chivilcoy es uno de los poderes del gobierno municipal, se encarga de revisar y controlar los actos del poder ejecutivo municipal que encabeza del Intendente. Es un órgano legislativo que crea las normas de la ciudad. Estas normas reciben el nombre de ordenanzas y el Ejecutivo municipal es el encargado de hacerlas cumplir.
Los miembros del concejo deliberante son electos a través del voto popular y cada dos años se renueva la mitad del cuerpo. Posee un reglamento interno que establece las funciones de los sectores del concejo deliberante.
La función principal del cuerpo es administrar y controlar las actividades del Departamento Ejecutivo Municipal, además de dictar las ordenanzas municipales y aprobar el presupuesto enviado por el intendente, entre otras tareas. Los concejales tienen como principal tarea representar a los chivilcoyanos y realizar proyectos que mejoren el municipio y la calidad de vida de los vecinos.
El presidente del concejo debe representar al cuerpo en todos los actos públicos en los que se haya invitado al órgano deliberativo. Debe informar a los concejales sobre toda la información que le llegue sobre diversos temas. Es quién abre las sesiones y para hacer uso de la palabra durante la misma debe ceder la presidencia al vicepresidente primero. 
El secretario legislativo es el que redacta el guion que sirve para que las sesiones lleven un orden y no sean confusas. Es además quién certifica el resultado de las votaciones del concejo. Da validez a los documentos a través de su firma, entre otras funciones específicas como velar por el cuidado de los archivos del cuerpo.
sarrollo del capital humano y social de nuestra comunidad.

### Comisiones Internas
En la primera sesión ordinaria del período anual del Honorable Concejo Deliberante se procederá a constituir las Comisiones Internas, las que tendrán por objeto facilitar la tarea del Cuerpo Deliberativo. La conformación de las mismas podrá modificarse en sesiones ordinarias en caso de reestructuración o cambios de reglamento.
Las Comisiones del Concejo estarán integradas por 9 (nueve) miembros que determine el cuerpo, con excepción de la Comisión Plenaria. Honorable Concejo Deliberante tendrá 5 (cinco) comisiones internas permanentes de asesoramiento, que estarán determinadas según la temática que las mismas aborden. Se denominarán de la siguiente manera:
- Plenaria

Esta Comisión estará integrada por el presidente y la totalidad de los concejales bajo la Presidencia del primero. La misma se reunirá en los días y horarios acordados en la primera sesión ordinaria de cada año. Serán funciones de la Comisión:
- Obras y Servicios Públicos, Urbanismo, Industria y Producción

- Legislación, Presupuesto y Hacienda

- Salud Pública, Ecología y Medio Ambiente; Cultura, Educación, Deportes y Recreación

- Derechos Humanos, Género, Familia, Seguridad Ciudadana y Libertad de Expresión

## Funcionamiento
El período de sesiones comienza el 1 de marzo de cada año y concluye el 30 de noviembre, aunque el Concejo está facultado para prorrogarlo por hasta treinta días más.
Al celebrarse la primera sesión de cada año, el Intendentes es invitado a dar un discurso para exponer acerca de la marcha de la gestión municipal, en tanto que los concejales eligen de entre sus miembros a aquellos que integrarán las distintas comisiones permanentes.
En la sesión preparatoria. Se reunirá el Concejo Deliberante en sesión preparatoria integrada con los nuevos electos diplomados por aquella y los concejales que no cesen en sus mandatos, cuando corresponda la renovación parcial del Honorable Cuerpo. Esta Sesión será presidida por el Concejal de mayor edad de la lista que hubiere triunfado en la elección, oficiando como Secretario el Concejal más joven del Concejo. En la misma sesión preparatoria, el Concejo procederá a elegir Presidente, Vicepresidente 1º, Vicepresidente 2º y Secretario del Cuerpo.
La presidencia del Concejo Deliberante, que no participa de los debates sino para dirigirlos y carece de derecho a voto, con excepción de aquellos casos en que se produjera un empate entre los concejales. Junto a la elección de los miembros de las comisiones.
Los concejales y el Departamento Ejecutivo Municipal cuentan con iniciativa parlamentaria y pueden presentar proyectos para su tratamiento por el Concejo. Los expedientes son ingresados y girados a las comisiones correspondientes en razón de la temática a la que refieran, que los analizan en primer término y de forma previa a su tratamiento en el recinto.